# Kia Picanto JA
| Sterne im Euro-NCAP-Crashtest in der Basisausstattung | 3 Sterne im Euro-NCAP-Crashtest |

| Sterne im Euro-NCAP-Crashtest mit dem Sicherheitspaket | 4 Sterne im Euro-NCAP-Crashtest |

Der Kia Picanto, auch Kia Morning (Hangeul: 기아 모닝), ist ein fünftüriger, in der zweiten Generation auch dreitüriger, viersitziger (in der Importversion fünfsitziger) Kleinstwagen mit Steilheck des südkoreanischen Autoherstellers Kia Motors.

## Geschichte
Auf dem 87. Genfer Auto-Salon präsentierte Kia die dritte Generation JA des Picanto. Zu den Händlern kam der Kleinstwagen am 1. April 2017 zu Preisen ab 9.990 Euro. Am 3. Juni 2020 und am 4. Juli 2023 präsentierte Kia je eine optisch überarbeitete Version des Picanto.
Im Gegensatz zum Vorgängermodell verändern sich die Abmessungen kaum, allerdings wird das Fahrzeug nicht mehr als Dreitürer angeboten.
Auch antriebsseitig kommen die aus dem Vorgängermodell bekannten Motoren zum Einsatz. Der Einliter-Dreizylinder-Ottomotor leistet maximal 49 kW (67 PS), der größere 1,2-Liter-Vierzylinder-Ottomotor maximal 62 kW (84 PS). Im Oktober 2017 komplettierte der aus dem cee’d bekannte, aufgeladene Einliter-Dreizylinder mit 74 kW (100 PS) die Antriebspalette.

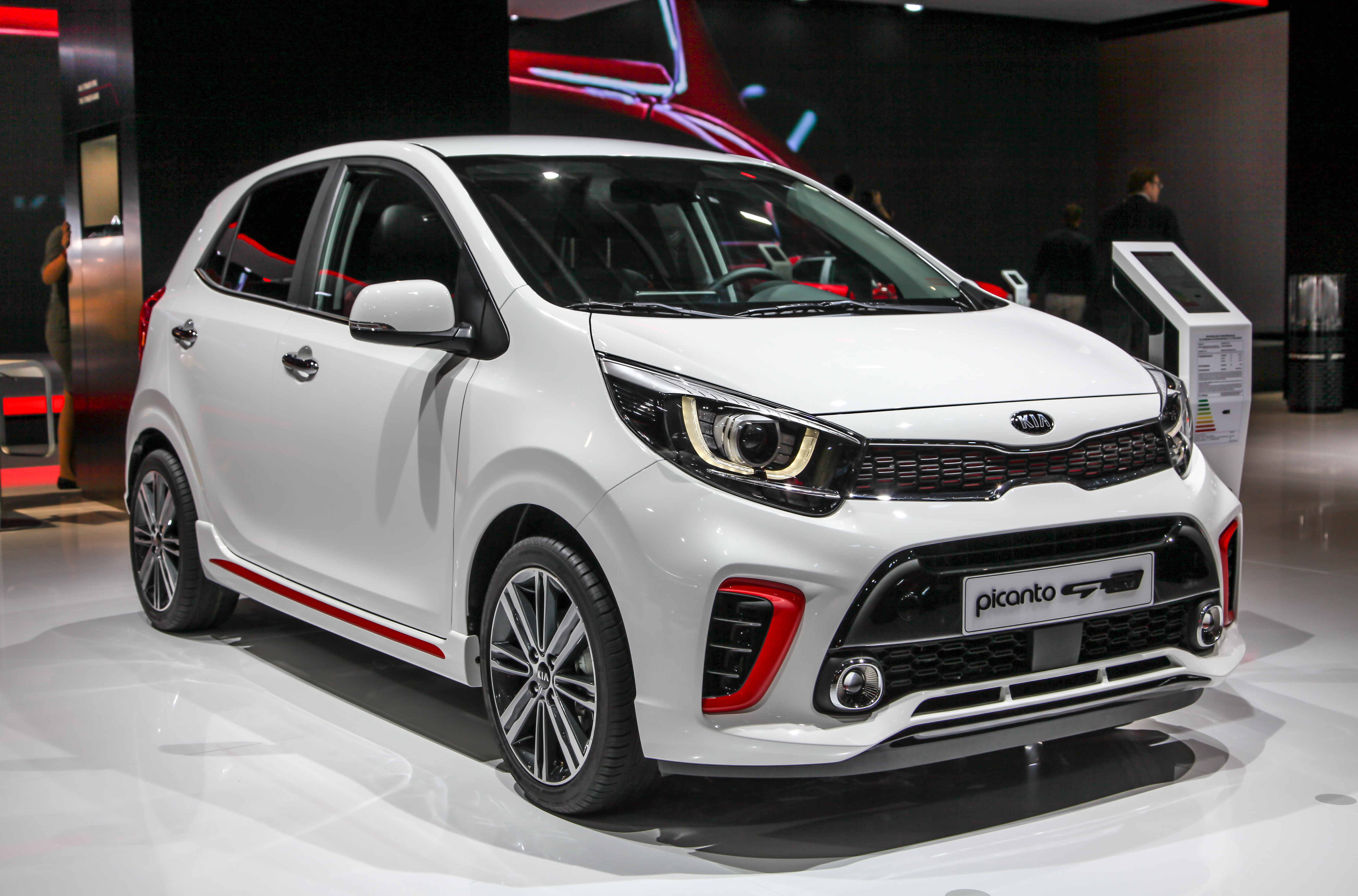
Kia Picanto GT-Line (2017–2020)
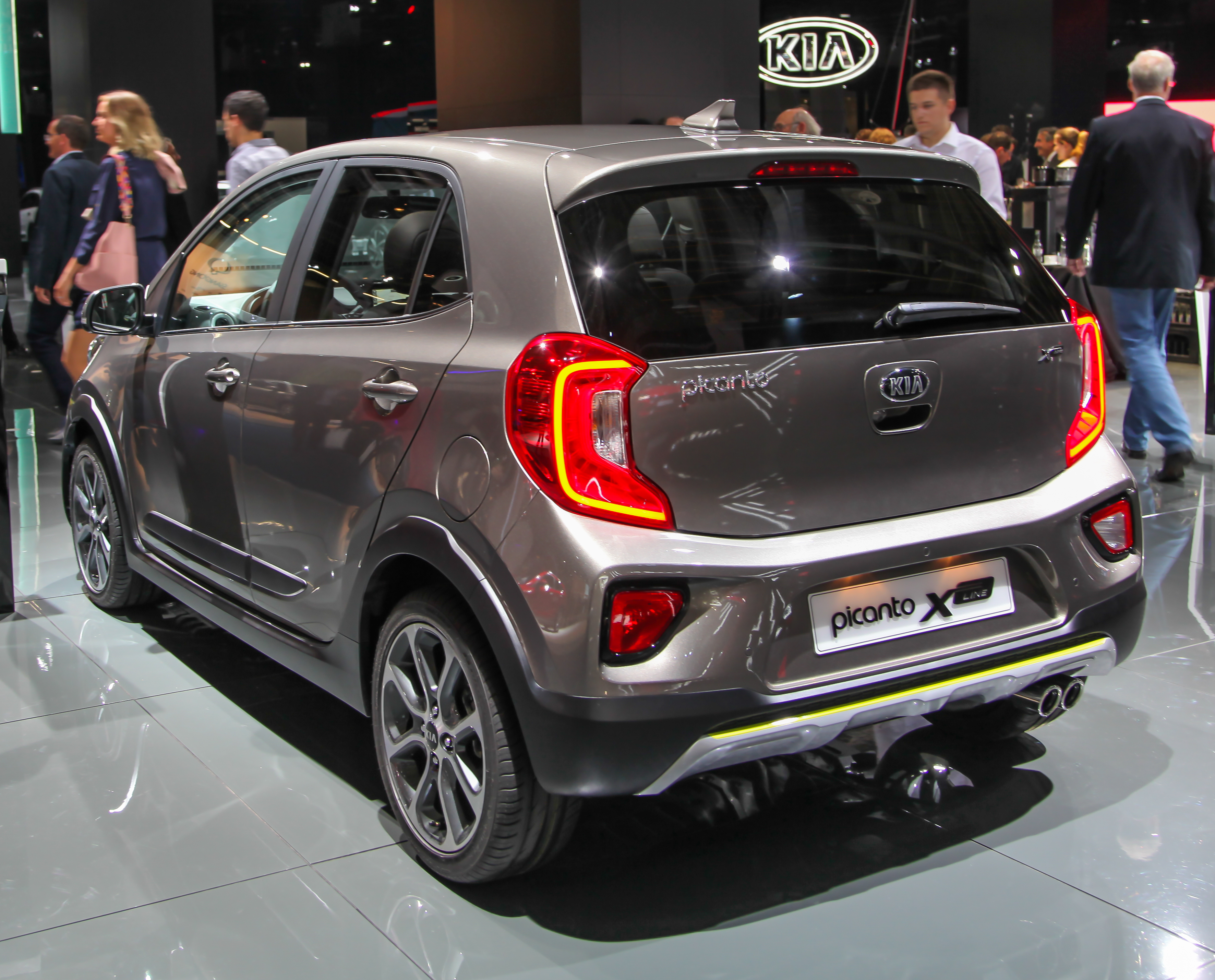
Kia Picanto X-Line (2017–2020)
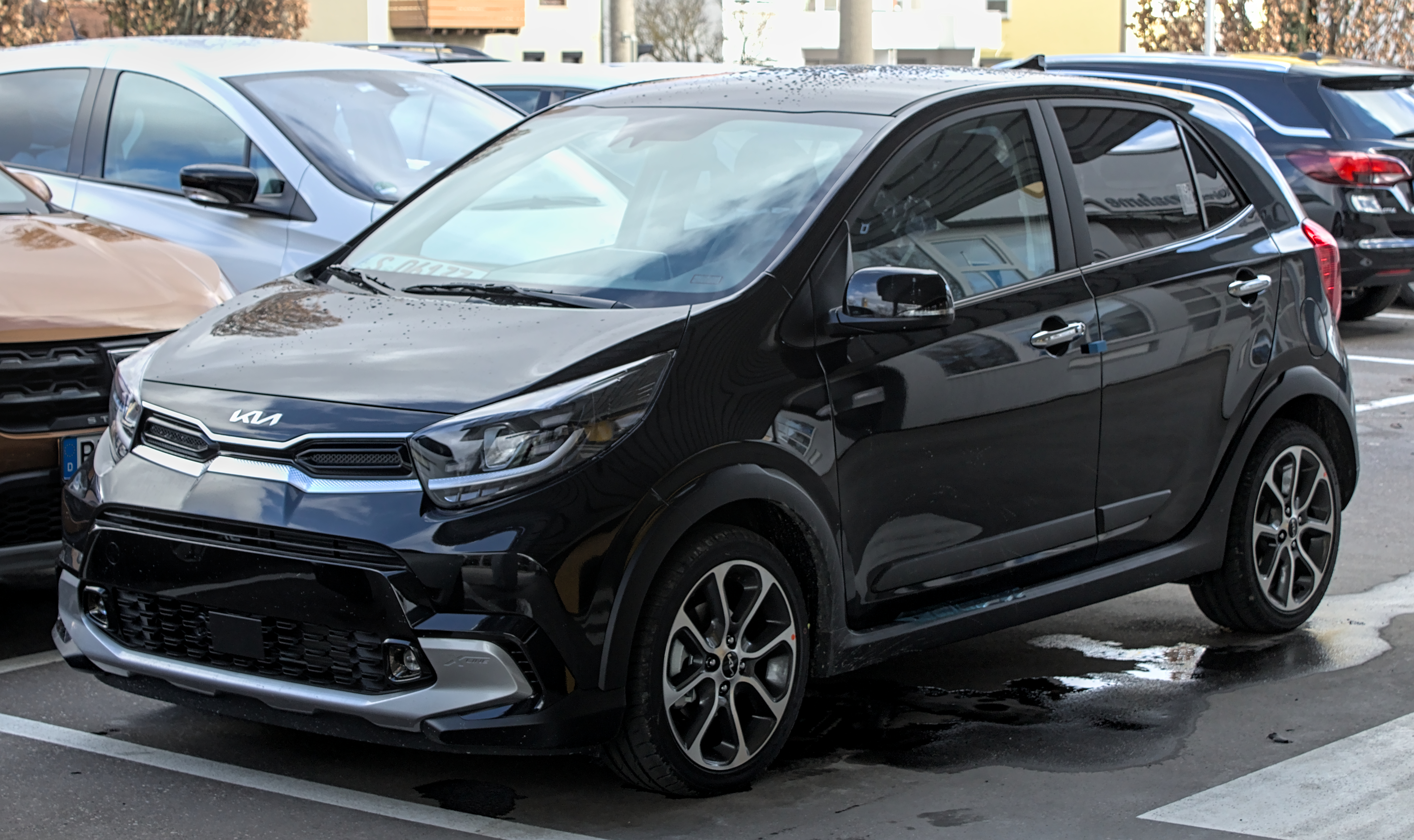
Kia Picanto X-Line (2020–2023)
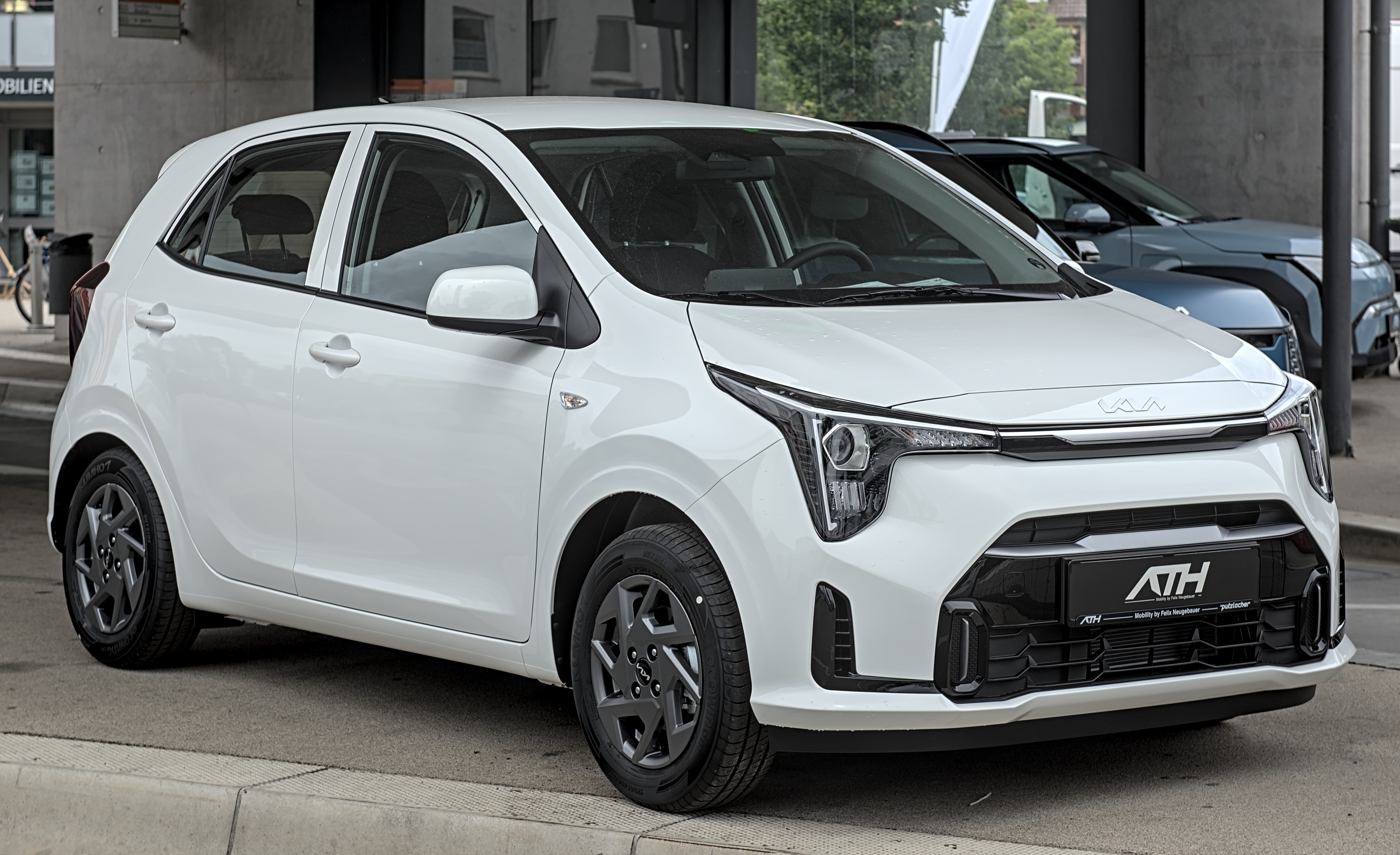
Kia Picanto (seit 2023)
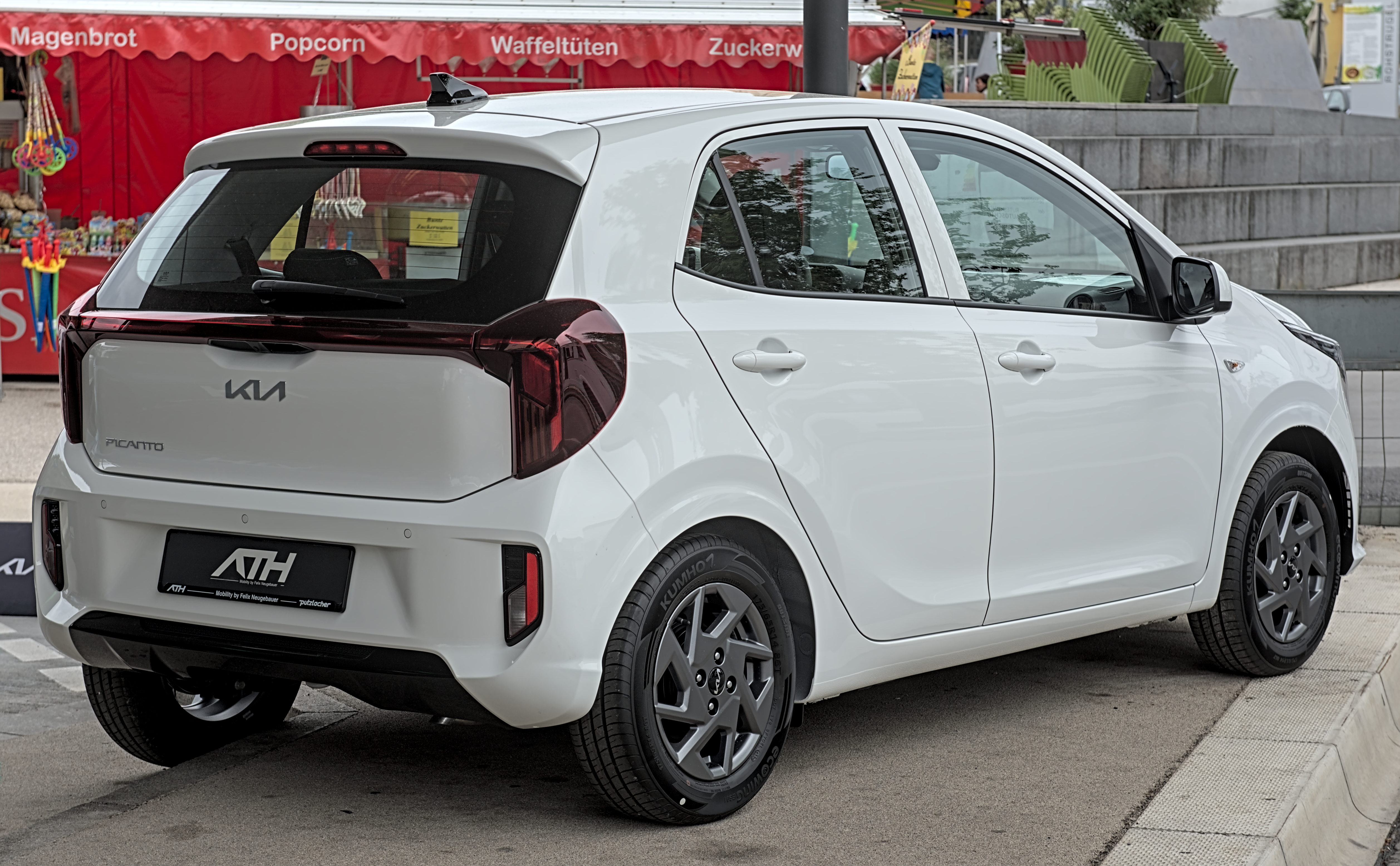
Heckansicht
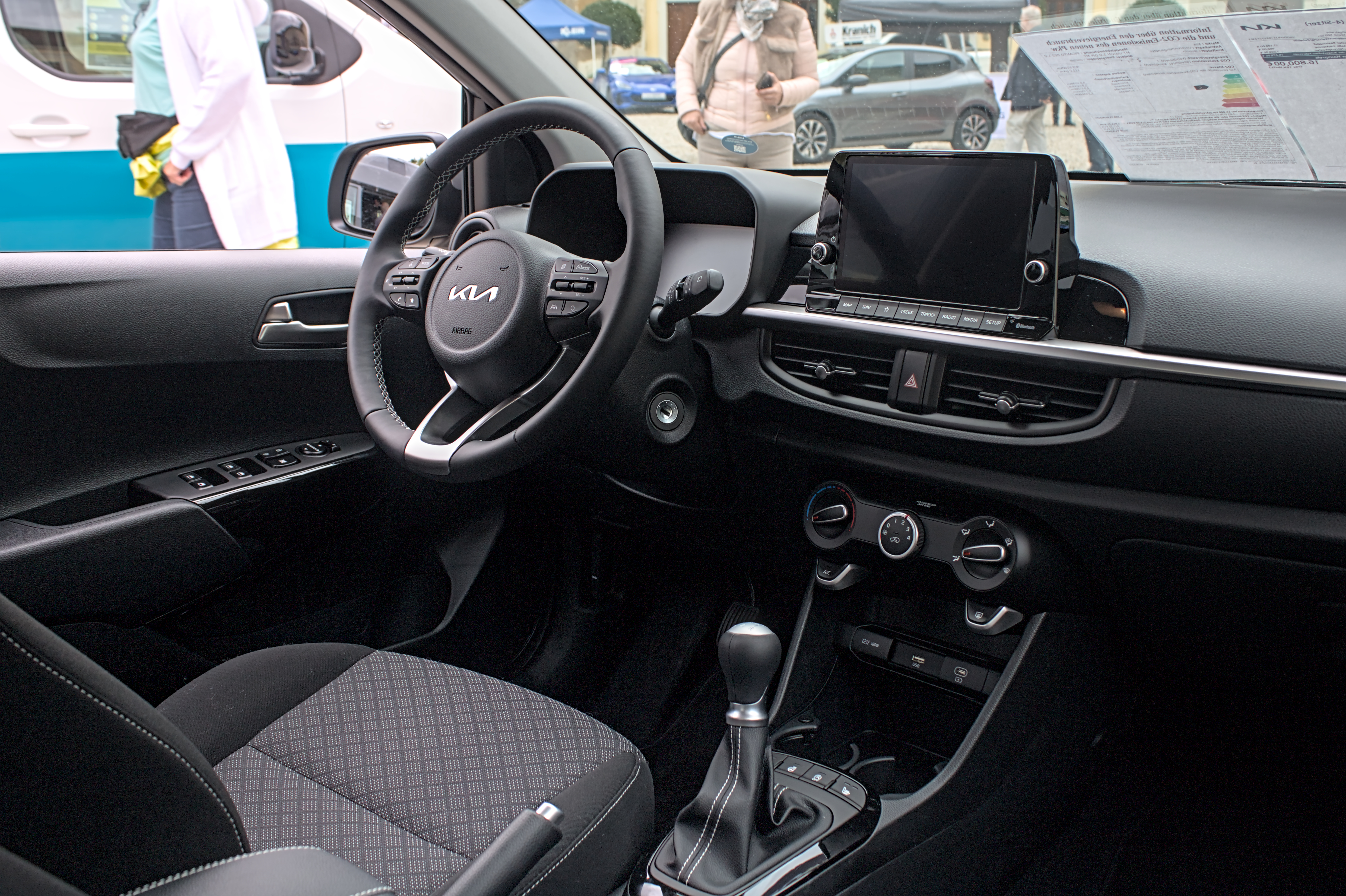
Innenansicht
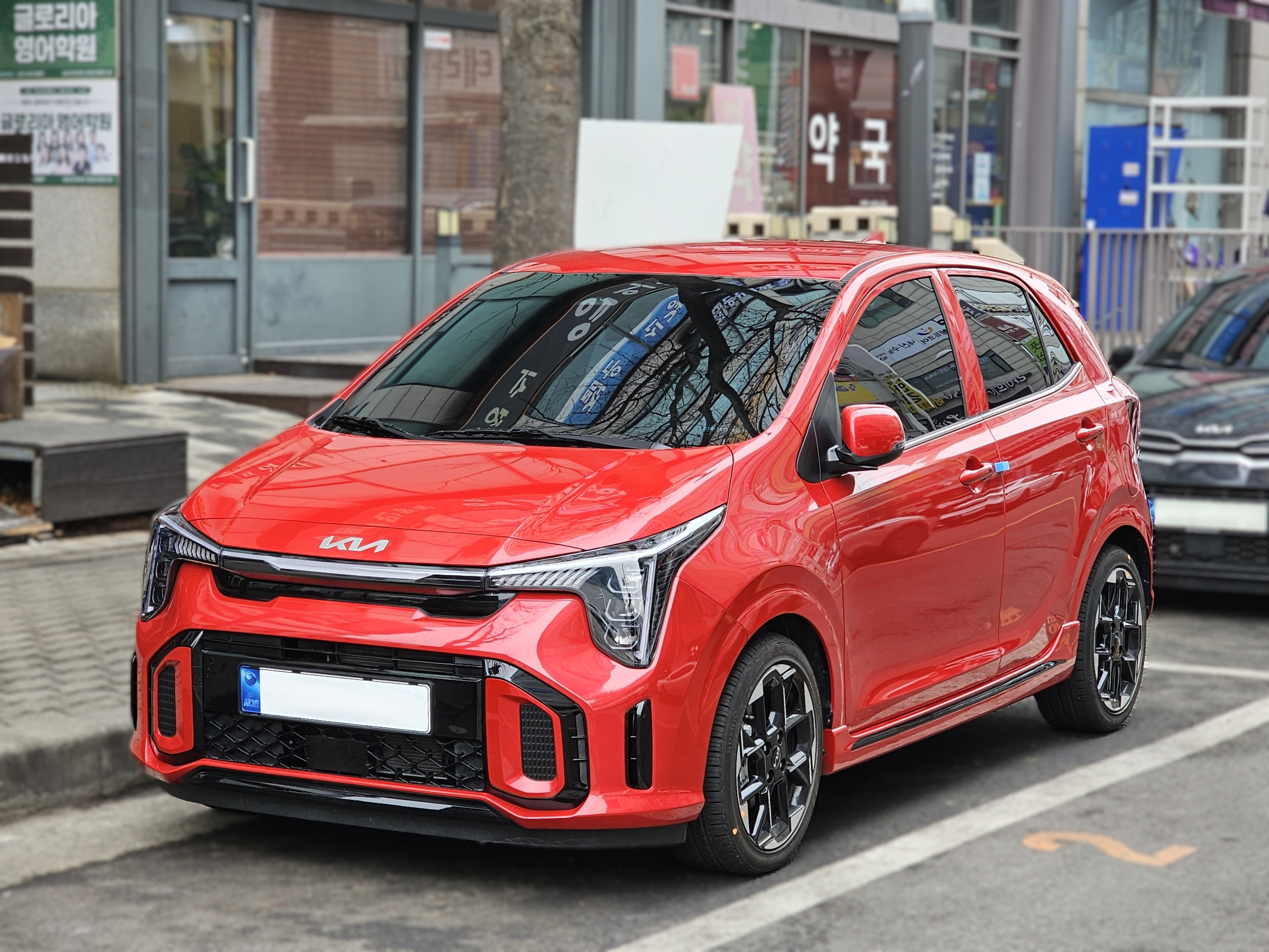
Kia Morning GT-Line (seit 2023)

## Ausstattungslinien
Für den Picanto stehen sechs Ausstattungslinien zur Auswahl: Attract, Spirit, GT-Line, X-Line sowie die Sonderausstattung Edition 7 Emotion, und Dream-Team Edition.
Die Basisausstattung „Attract“ umfasst Tagfahrlicht, Zentralverriegelung sowie sechs Airbags. Die Ausstattung „Spirit“ umfasst 15-Zoll-Leichtmetallfelgen und weitere Extras wie LED-Rückleuchten, eine Klimaautomatik und Nebelscheinwerfer. Die „GT-Line“ umfasst Sportstoßfänger vorne und hinten sowie ein abgeflachtes Sportlenkrad und 16-Zoll-Leichtmetallfelgen. Die „X Line“ hat mit Front- und Heckstoßfängern im Offroad-Look, Unterbodenschutz, schwarzen Radlaufverbreiterungen und Assistenzsystemen wie einem Tempomaten und einer Rückfahrkamera inklusive Parksensoren hinten.

## Sicherheit
2017 wurde der Kia Picanto vom Euro NCAP auf die Fahrzeugsicherheit getestet. In der Basisausführung erhielt der Picanto drei von fünf möglichen Sternen. Da jedoch für das Modell ein Sicherheitspaket optional erhältlich ist, wurde der Picanto zusätzlich auch mit dem Sicherheitspaket getestet. Bei diesem Test erhielt er vier von fünf Sternen.

## Motoren
|                                             | 1.0 MPI                      | 1.0 MPI                           | 1.0 MPI                      | 1.0 MPI                       | 1.2 MPI                      | 1.2 MPI                           | 1.2 MPI                      | 1.0 T-GDI                         | 1.0 T-GDI                   |
| ------------------------------------------- | ---------------------------- | --------------------------------- | ---------------------------- | ----------------------------- | ---------------------------- | --------------------------------- | ---------------------------- | --------------------------------- | --------------------------- |
| Bauzeitraum                                 | 04/2024–07/2025              | 04/2017–06/2020                   | 07/2020–04/2024              | seit 07/2025                  | 04/2024–01/2025              | 04/2017–06/2020                   | 07/2020–04/2024              | 10/2017–06/2020                   | 07/2020–10/2022             |
| Motorkenndaten                              |                              |                                   |                              |                               |                              |                                   |                              |                                   |                             |
| Motortyp                                    | R3-Ottomotor                 | R3-Ottomotor                      | R3-Ottomotor                 | R3-Ottomotor                  | R4-Ottomotor                 | R4-Ottomotor                      | R4-Ottomotor                 | R3-Ottomotor                      | R3-Ottomotor                |
| Gemischaufbereitung                         | Saugrohreinspritzung         | Saugrohreinspritzung              | Saugrohreinspritzung         | Saugrohreinspritzung          | Saugrohreinspritzung         | Saugrohreinspritzung              | Saugrohreinspritzung         | Direkteinspritzung                | Direkteinspritzung          |
| Motoraufladung                              | —                            | —                                 | —                            | —                             | —                            | —                                 | —                            | Turbolader                        | Turbolader                  |
| Hubraum                                     | 998 cm³                      | 998 cm³                           | 998 cm³                      | 998 cm³                       | 1197 cm³                     | 1248 cm³                          | 1197 cm³                     | 998 cm³                           | 998 cm³                     |
| max. Leistung                               | 46 kW (63 PS) bei 5000/min   | 49 kW (67 PS) bei 5500/min        | 49 kW (67 PS) bei 5500/min   | 50 kW (68 PS) bei 6000/min    | 58 kW (79 PS) bei 6000/min   | 62 kW (84 PS) bei 6000/min        | 62 kW (84 PS) bei 6000/min   | 74 kW (100 PS) bei 4500/min       | 74 kW (100 PS) bei 4500/min |
| max. Drehmoment                             | 95 Nm bei 3750/min           | 96 Nm bei 3500/min                | 98 Nm bei 3750/min           | 96 Nm bei 4000/min            | 115 Nm bei 4200/min          | 122 Nm bei 4000/min               | 120 Nm bei 4200/min          | 172 Nm bei 1500–4000/min          | 175 Nm bei 1500–4000/min    |
| Kraftübertragung                            |                              |                                   |                              |                               |                              |                                   |                              |                                   |                             |
| Antrieb, serienmäßig                        | Vorderradantrieb             | Vorderradantrieb                  | Vorderradantrieb             | Vorderradantrieb              | Vorderradantrieb             | Vorderradantrieb                  | Vorderradantrieb             | Vorderradantrieb                  | Vorderradantrieb            |
| Getriebe, serienmäßig                       | 5-Gang-Schaltgetriebe        | 5-Gang-Schaltgetriebe             | 5-Gang-Schaltgetriebe        | 5-Gang-Schaltgetriebe         | 5-Gang-Schaltgetriebe        | 5-Gang-Schaltgetriebe             | 5-Gang-Schaltgetriebe        | 5-Gang-Schaltgetriebe             | 5-Gang-Schaltgetriebe       |
| Getriebe, optional                          | [5-Stufen-Automatikgetriebe] | —                                 | [5-Stufen-Automatikgetriebe] | [5-Stufen-Automatikgetriebe]  | [5-Stufen-Automatikgetriebe] | [4-Stufen-Automatikgetriebe]      | [5-Stufen-Automatikgetriebe] | —                                 | —                           |
| Messwerte                                   |                              |                                   |                              |                               |                              |                                   |                              |                                   |                             |
| Höchstgeschwindigkeit                       | 145 km/h [145 km/h]          | 161 km/h                          | 161 km/h [159 km/h]          | 162 km/h [160 km/h]           | 159 km/h [159 km/h]          | 173 km/h [161 km/h]               | 173 km/h [172 km/h]          | 180 km/h                          | 180 km/h                    |
| Beschleunigung, 0–100 km/h                  | 15,6 s [18,2 s]              | 14,3 s                            | 14,6 s [17,2 s]              | 14,6 s [17,2 s]               | 13,1 s [16,5 s]              | 12,0 s [13,7 s]                   | 12,5 s [15,7 s]              | 10,1 s                            | 10,3 s                      |
| Kraftstoffverbrauch auf 100 km (kombiniert) | 5,2 l Super [5,5 l Super]    | 4,2–5,0 l Super                   | 4,4 l Super [4,8 l Super]    | 5,6–5,9 l Super [5,9 l Super] | 5,6 l Super [5,7 l Super]    | 4,5–5,2 l Super [5,4–6,0 l Super] | 4,8 l Super [4,8 l Super]    | 4,5–4,7 l Super                   | 4,6 l Super                 |
| CO2-Emission (kombiniert)                   | 118 g/km [125 g/km]          | 97–115 g/km                       | 101 g/km [109 g/km]          | 127–132 g/km [135 g/km]       | 127 g/km [130 g/km]          | 104–119 g/km [124–138 g/km]       | 111 g/km [111 g/km]          | 104–108 g/km                      | 107 g/km                    |
| Abgasnorm nach EU-Klassifikation            | Euro 6e                      | Euro 6 (ab 06/2018: Euro 6d-TEMP) | Euro 6d                      | Euro 6e                       | Euro 6e                      | Euro 6 (ab 06/2018: Euro 6d-TEMP) | Euro 6d                      | Euro 6 (ab 06/2018: Euro 6d-TEMP) | Euro 6d                     |

- Werte in eckigen Klammern für Modelle mit optionalem Getriebe